# Тулавкі
Тулавкі (пол. Tuławki, нім. Tollack) — село в Польщі, у гміні Дивіти Ольштинського повіту Вармінсько-Мазурського воєводства.
Населення — 532 особи (2011).
У 1975-1998 роках село належало до Ольштинського воєводства.

## Демографія
Демографічна структура станом на 31 березня 2011 року:
|          | Загалом | Допрацездатний вік | Працездатний вік | Постпрацездатний вік |
| -------- | ------- | ------------------ | ---------------- | -------------------- |
| Чоловіки | 267     | 63                 | 186              | 18                   |
| Жінки    | 265     | 63                 | 154              | 48                   |
| Разом    | 532     | 126                | 340              | 66                   |